# Wasil ibn 'Ata'
Wāṣil ibn ʿAṭāʾ (in arabo واصل بن عطاء‎?; 700 – 748) è stato un teologo e giurista arabo musulmano, considerato da molti come il fondatore della scuola mutazilita.
Nato intorno all'anno 700 nella Penisola arabica, ha inizialmente studiato con ʿAbd Allāh ibn Muḥhammad ibn al-Ḥanafiyya, nipote di ʿAlī (genero del Profeta). In seguito si recherà a Bassora per studiare sotto la guida di al-Hasan al-Basri (uno dei ṭabiʿūn), dove iniziò a sviluppare ideologie che avrebbero portato al Mutazilismo.